# Taśma filmowa

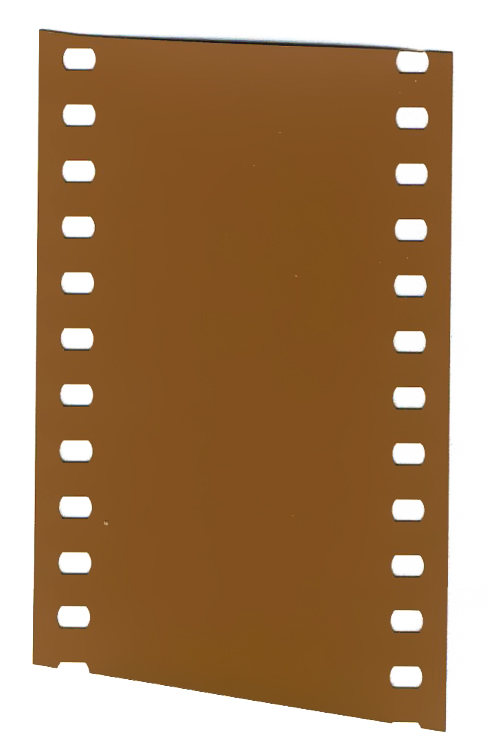
Taśma filmowa 35 mm

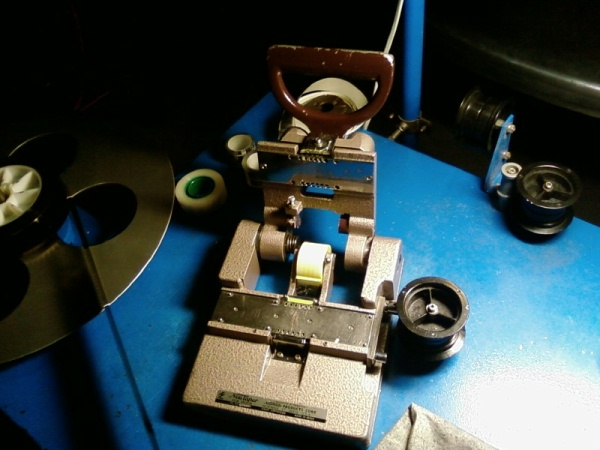
Przyrząd (tzw. „sklejarka”) do łączenia odcinków taśmy filmowej 35 mm

Taśma filmowa, błona filmowa – perforowany, światłoczuły nośnik filmu, negatyw lub kopia pokazowa pozytywowa – standardowo o szerokości 35 mm, ale spotyka się też w zależności od charakteru produkcji taśmy 8 mm (dla filmów amatorskich), 16 mm, 70 mm.
Najpopularniejsi producenci materiałów filmowych to: Kodak, Fujifilm, Agfa i (dawniej w NRD) ORWO. Podłożem (mechanicznym nośnikiem) światłoczułej emulsji filmowej stosowanym w przeszłości był łatwopalny celuloid, obecnie stosowane są trudnopalne podłoża na bazie octanu celulozy bądź ostatnio poliesterów.
Film jest zapisany na taśmie w postaci pojedynczych klatek – zwanych kadrami, które przesuwane są w projektorze kinowym z prędkością 24 klatek na sekundę (w epoce kina niemego było to 16 klatek na sek.). Oprócz obrazu z boku kadru znajduje się ścieżka dźwiękowa. Perforacja natomiast służy do przesuwania taśmy wewnątrz kamery (podczas naświetlania) lub projektora (podczas wyświetlania).
W ciągu ponad stu lat istnienia kinematografii wymyślono wiele formatów zapisu obrazu na taśmie filmowej. Format standardowy to klatka w proporcjach 1,37:1. W latach 60. i 70. XX wieku popularny był format panoramiczny CinemaScope z proporcjami obrazu – 2,35:1. Obecnie w kinach powszechnie stosuje się tzw. kaszetę z proporcjami obrazu 1,85:1 lub 1,66:1. Taśma 70 mm znalazła zastosowanie m.in. przy wyświetlaniu obrazów (tradycyjnych i trójwymiarowych) w systemie IMAX. Ekran ma tu proporcje 1,43:1, kadr ustawiony jest poziomo, a nie pionowo jak na taśmie 35 mm.